# The Gemini
The Gemini (en birmano: မေထုံရာသီဖွား) es una película dramática birmana de 2016 dirigida por Nyo Min Lwin, protagonizada por Okkar Min Maung, Nyein Chan Kyaw y Aye Myat Thu. La película sigue una historia de amor entre dos hombres que habían enfrentado dificultades en su vida después de que uno fuera forzado a un matrimonio arreglado. La película fue la primera película LGBT en el cine de Birmania y criticó abiertamente las leyes de homosexualidad birmanas.
The Gemini se estrenó en Cinema Village en la ciudad de Nueva York el 9 de septiembre de 2016 y se convirtió en la primera película birmana en ser mostrada en Hollywood.

## Trama
La película comienza con una escena en la que las sábanas se acumulan en el suelo y dos hombres balancean las piernas. La película muestra una fría discusión entre Thit Wai y su esposa, Honey Pyo. Más tarde, Honey Pyo queda destrozada cuando se entera de que el avión de su marido se ha estrellado.
Nay Thit se acerca a la joven viuda en el funeral y dice ser su amiga de la universidad. Los flashbacks revelan la relación romántica entre Thit Wai y Nay Thit, y Honey Pyo sospecha que su difunto esposo está con Nay Thit, lo que decide investigar.

## Reparto
- Okkar Min Maung como Thit Wai
- Nyein Chan Kyaw como Nay Thit
- Aye Myat Thu como Honey Pyo[3]

## Lanzamiento y proyección internacional
La película se proyectó por primera vez el 9 de junio de 2016 en Cinema Village en Nueva York y se proyectó en el Teatro Laemmle en Los Ángeles el 23 de septiembre de 2016. La película se proyectó en Myanmar el 2 de diciembre de 2016.